# Filip Karamarko
Filip Karamarko (14. listopada 1988.), hrvatski reprezentativni kajakaš i kanuist. Natjecao se na Europskom prvenstvu u Bratislavi od 13. – 15. kolovoza 2010. godine u disciplini K1.